# Snevringe tingslag
Snevringe tingslag var ett tingslag i Västmanlands län i Västmanlands västra domsaga. Dess område omfattade västra Västmanlands län. Tingsställe var Kolbäck.
Tingslaget motsvarade Snevringe härad och tillhörde Västmanlands södra domsaga före 1929. Den 1 januari 1929 (enligt beslut den 14 juni 1928) överfördes tingslaget till Västmanlands västra domsaga.
Tingslaget uppgick den 1 januari 1971 i Köpings tingsrätt.

## Ingående områden

### Socknarna i häraderna
- Snevringe härad

### Kommuner (från 1952)
- Ramnäs landskommun till 1963
- Sura landskommun till 1963
- Surahammars landskommun från 1963
- Kolbäcks landskommun
- Munktorps landskommun
- Hallstahammars köping